# Fort Fun Abenteuerland
Fort Fun Abenteuerland est un parc d'attractions situé à Bestwig, dans l'arrondissement du Haut-Sauerland, en Rhénanie-du-Nord-Westphalie, en Allemagne. Le parc accueille environ 400 000 visiteurs par an.

## Histoire

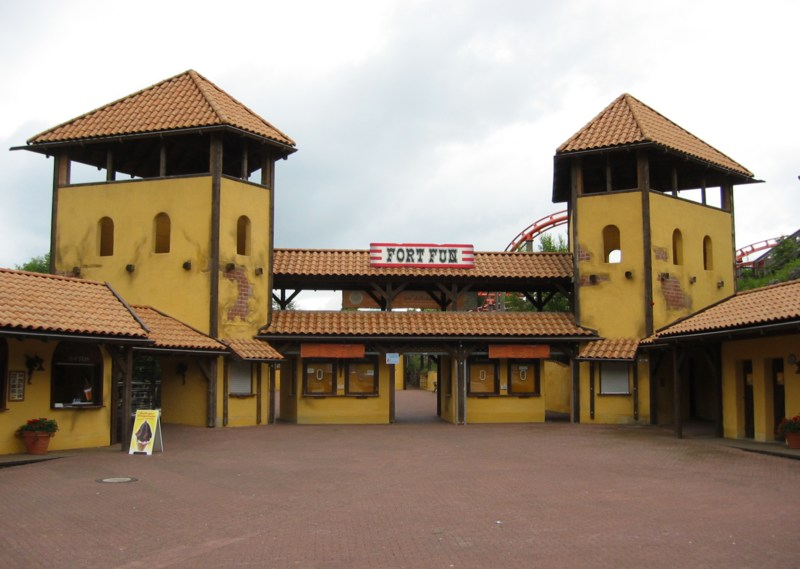
Entrée du parc.

C'est en 1967 que Charles Freiherr von Wendt fit construire sa première luge d'été. En 1972, à proximité, une deuxième piste est ajoutée. C'est alors la plus longue de ce type dans le monde entier. S'ensuit l'installation d'un village de vacances avec 25 bungalows et la création d'un restaurant, le Fort Fun Saloon. Le parc s'est développé dès ses débuts sur le thème de l'Ouest américain.  
Le parc est devenu en 2002 la propriété du groupe français Grévin et Cie (aujourd'hui Compagnie des Alpes - Division Parcs de Loisirs). À la fin de la saison 2003, les deux pistes de luge d'été sont fermées. Elles sont remplacées par une luge sur rail en 2005. Le fondateur de parc Charles Freiherr von Wendt est décédé en 2006 à l'âge de 68 ans. 
Le 23 décembre 2011, la Compagnie des Alpes se sépare du parc qui est revendu à One World Holding, une société contrôlée par la famille Ziegler. Le même mois, le groupe français annonce avoir envoyé à One World Holding une notification de révocation du transfert de titres. Le parc rejoint donc la Compagnie des Alpes. L’acquéreur est soupçonné d’avoir fourni un faux document concernant la garantie bancaire.
En avril 2017, la Compagnie des Alpes vend le parc au Looping Group pour 7 millions d'euros.

## Attractions principales

### Montagnes russes

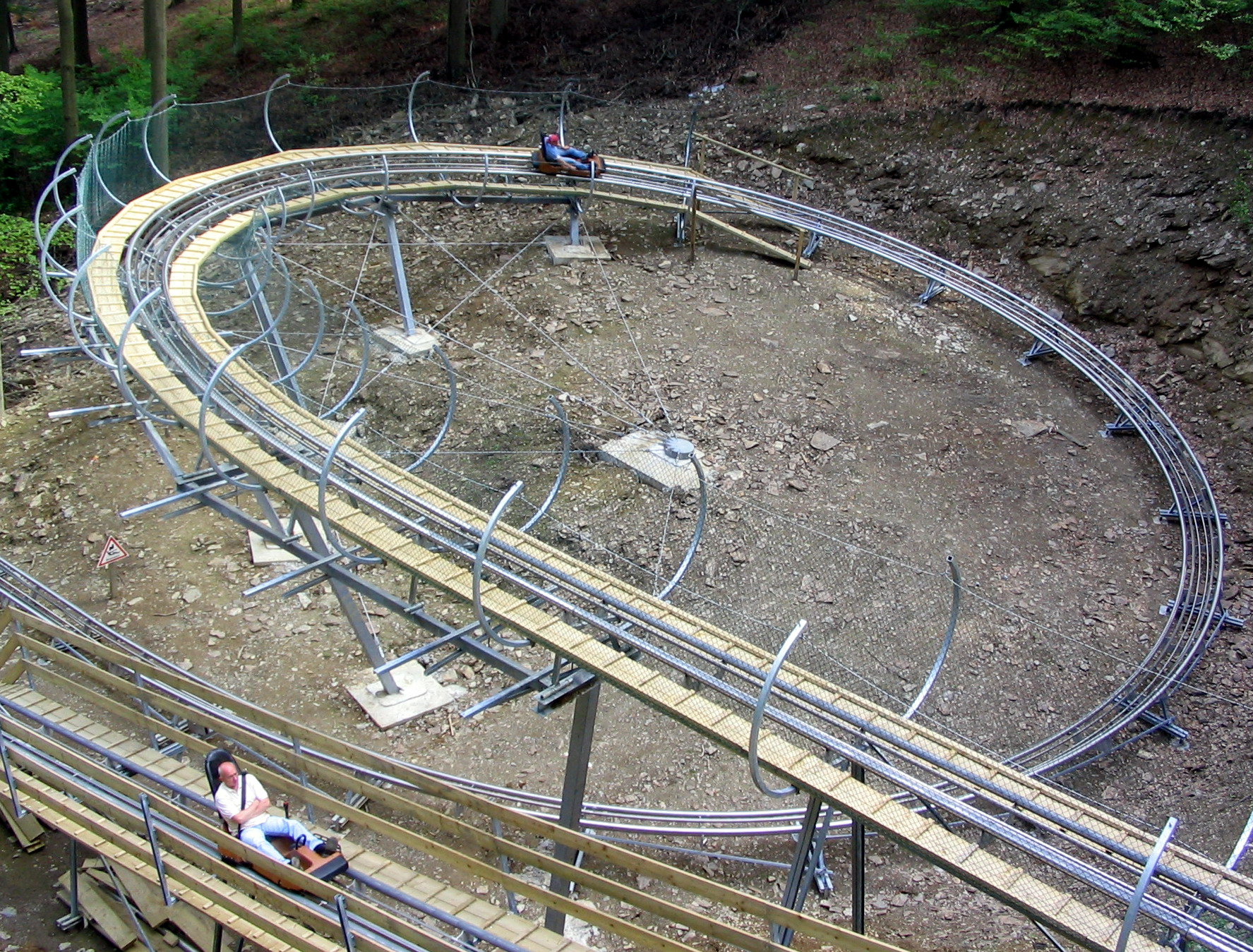
Trapper Slider.

| Nom                                 | Type                           | Constructeur | Année |
| ----------------------------------- | ------------------------------ | ------------ | ----- |
| Devil’s Mine                        | Junior / Vekoma Junior Coaster | Vekoma       | 1996  |
| Marienkäferbahn                     | Junior                         | Zierer       | 1986  |
| Trapper Slider                      | Luge sur rail                  | Wiegand      | 2005  |
| Speed Snake anciennement Wirbelwind | Métal / Looper                 | Vekoma       | 1982  |

### Attractions aquatiques

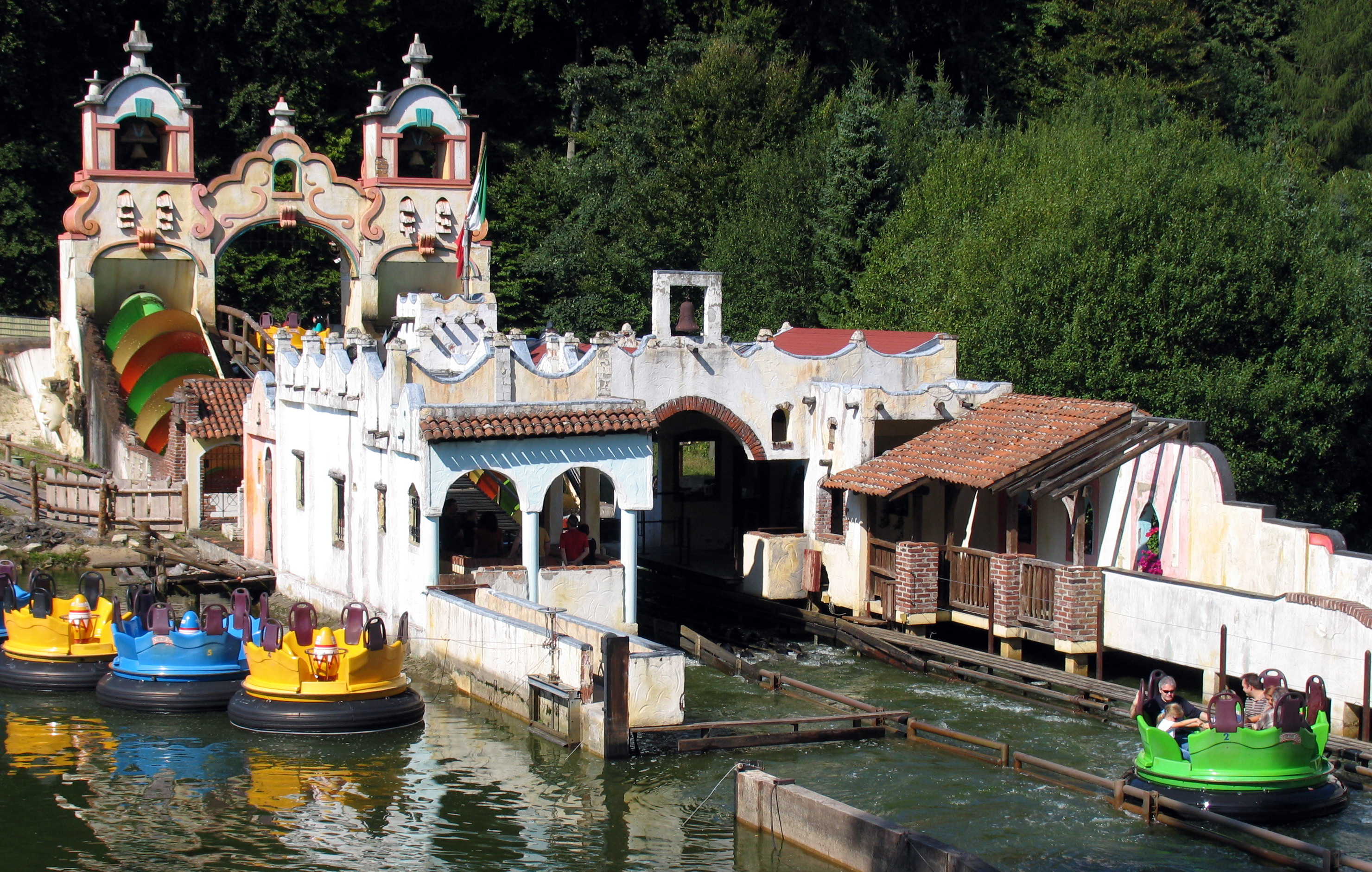
Rio Grande.

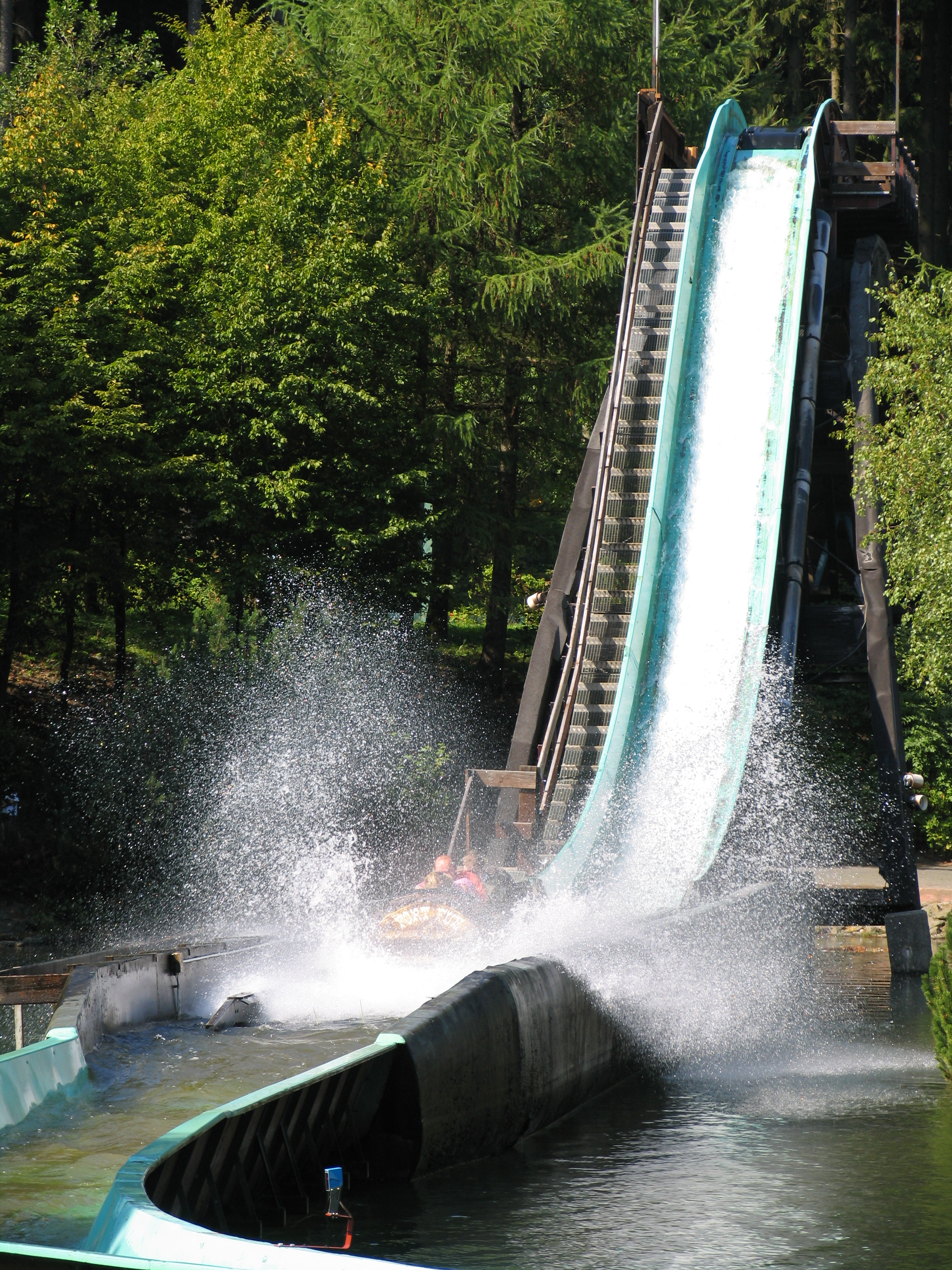
Wild River.

| Nom        | Type                     | Constructeur | Année |
| ---------- | ------------------------ | ------------ | ----- |
| Rio Grande | Rivière rapide en bouées | Bear Rides   | 1995  |
| Wild River | Bûches                   | Mack Rides   | 1979  |

### Autres attractions
- AirObot - Time Machine, SBF Visa Group, 2016
- Capt’n Crazy - Rockin' Tug, Zierer, 2008
- Crash - tour de chute junior, SBF Visa Group, 2016
- Big Wheel - grande roue, Nauta Bussink, 1992
- Blauer Drache, Music Express, Zierer, 2011
- Dark Raver - Round-up, Huss Park Attractions, 2006
- FoXDome - cinéma interactif, Triotech, 2015
- Fun Xpress - train routier, 2010
- Old Mac Donald's Tractor Ride - balade en tracteur, FAB, 1999
- Secret Stage Of Horror (anciennement Mystery Warehouse) - train fantôme, Fort Fun & Hofmann, 2001
- Wellenflieger - chaises volantes, Zierer, 1996
- Wild Eagle - Sky-Glider, 3DBA & Rodlsberger, 2005
- Yukan Raft - Top Spin, 3DBA & Rodlsberger, 2005

### Anciennes attractions
- Crazy Washhouse - palais du rire, 2001 à 2014
- Pirat - bateau à bascule, Huss Park Attractions, 1989 à 2013
- Silent Move - monorail, Intamin, 1994 à 2007
- Tomahawk - Shake, Mondial Rides, 1999 à 2012

## Spectacles
- Tatonka Feuersprung - spectacle d'acrobaties
- Westernshow - spectacle Western
- Old Mac Donalds Theater - spectacle électronique

## Hôtels
Le parc possède deux types d'hébergements :
- Davy Crockett Camp (campement de bungalows)
- Holiday Inn Essen